# Jewel of the Seas
Jewel of the Seas (креативный перевод Сокровище морей) — четвёртое круизное судно класса Radiance, находящийся в собственности компании Royal Caribbean Cruises Ltd. и эксплуатируемый оператором Royal Caribbean International был построен в 2004 г. в Германии  в Папенбурге на верфях Meyer Werft GmbH. Серия из четырёх судов включает в себя также сестёр-близнецов Radiance of the Seas, Brilliance of the Seas и Serenade of the Seas. Крёстной матерью судна стала Кэти Меллор (Kathy Mellor).

## История судна
Подписание 28 апреля 1998 г. контракта на строительство судов стало началом сотрудничества между Royal Caribbean Cruises Ltd. и Meyer Werft. Киль судна под заводским номером 658 был заложен 11 ноября 2002 г. с установки первого из 66 блоков. Центовую монетку на счастье подложил представитель  Royal Caribbean International Харри Куловаара (Harri Kulovaara)  13 марта 2004 г. Jewel of the Seas покинуло строительный док. 
После своего первого рейса, начавшегося 8 мая 2004 г., судно осуществляло круизы в Карибском бассейне. В 2011 году  Jewel of the Seas бороздило Балтику с заходом в устье Невы (Россия). На 2012 год запланированы круизы в Норвегию.

## Развлечения на борту
- Особенности:
  - скалодром
  - итальянский ресторан Portofino
  - Casino RoyaleSM
  - ледовая дорожка
  - баскетбольная и  волейбольная площадка